# Castle Point (Missouri)
Castle Point ist eine Siedlung auf gemeindefreiem Gebiet, die zu statistischen Zwecken als Census-designated place (CDP) geführt wird. Sie liegt im St. Louis County im US-amerikanischen Bundesstaat Missouri und ist Bestandteil der Metropolregion Greater St. Louis. Das U.S. Census Bureau hat bei der Volkszählung 2020 eine Einwohnerzahl von 2.815 ermittelt. Castle Point hat mir der „Temple Non-Denominational Church“ eine christliche, konfessionsungebundene Kirchengemeinde.

## Geografie
Castle Point liegt im nördlichen Vorortbereich von St. Louis, westlich des Mississippi, der die Grenze zu Illinois bildet. Castle Point liegt auf 38°45′21″ nördlicher Breite und 90°14′54″ westlicher Länge und erstreckt sich über 1,8 km² Landfläche.
Benachbarte Orte von Castle Point im Südosten sind Riverview (4 km) und Jennings (5,8 km südlich), im Nordwesten Florissant (8,7 km), im Osten Glasgow Village (5,6 km). Das Zentrum der Stadt St. Louis liegt 17 km südsüdwestlich.

## Verkehr
Im Norden von Castle Point verläuft die Interstate 270, im Osten verläuft der Lewis and Clark Boulevard (367) in Nord-Süd-Richtung, der die Grenze zu Bellefontaine Neighbors bildet, und im Süden liegt die Chambers Road, die Castle Point von Moline Acres trennt. Alle weiteren Straßen sind County Roads oder weiter untergeordnete innerörtliche Verbindungsstraßen.
Der Lambert-Saint Louis International Airport (STL) befindet sich 13,5 km westlich von Castle Point.

## Demografische Daten
Nach der Volkszählung im Jahr 2010 lebten in Castle Point 3962 Menschen. Die Bevölkerungsdichte betrug 2200 Einwohner pro Quadratkilometer. 55,4 Prozent der Bevölkerung waren weiblichen Geschlechts. Das Durchschnittsalter betrug 31 Jahre.
Ethnisch betrachtet setzte sich die Bevölkerung laut DEC-Redistricting-Daten (PL 94-171) aus dem Jahr 2020 zusammen aus 121 Weißen, 2542 Afroamerikanern, 4 amerikanischen Ureinwohnern, 6 Asiaten sowie 43 anderen ethnischen Gruppen; 99 stammten von zwei oder mehr Ethnien ab.
Laut der American Community Survey (ACS) aus dem Jahr 2019 waren 32,3 Prozent der Bevölkerung unter 18 Jahre alt, 67,7 Prozent über 18 Jahren und 13 Prozent davon älter als 64 Jahre. Das mittlere jährliche Einkommen eines Haushalts lag bei 30.616 USD. 25,9 Prozent der Einwohner lebten unterhalb der Armutsgrenze.